# Оксид осмия(III)
Оксид осмия(III) — неорганическое соединение, 
окисел металла осмия с формулой Os2O3,
тёмно-коричневый порошок,
не растворяется в воде.

## Получение
- Восстановление осмием оксида осмия(VIII):

{\displaystyle {\mathsf {3OsO_{4}+5Os\ {\xrightarrow {T}}\ 4Os_{2}O_{3}}}}
- Нагревание солей осмия(III) с карбонатом натрия в инертной атмосфере:

{\displaystyle {\mathsf {2OsCl_{3}+3Na_{2}CO_{3}\ {\xrightarrow {T}}\ Os_{2}O_{3}+6NaCl+3CO_{2}}}}

## Физические свойства
Оксид осмия(III) образует тёмно-коричневый порошок,
не растворяется в воде.